# ウィロビー・ド・アーズビー男爵
ウィロビー・ド・アーズビー男爵（英: Baron Willoughby de Eresby,[ˈwɪləbi dɪ ˈərzbi]）は、複雑な歴史と経緯を持つイギリスの男爵、貴族。イングランド貴族爵位。度重なる女系継承を経て、現在はヒースコート＝ドラモンド＝ウィロビー家が保持する。
なお、現在の同家は男爵位以外の爵位を持たない。

## 歴史

### 男爵位の黎明

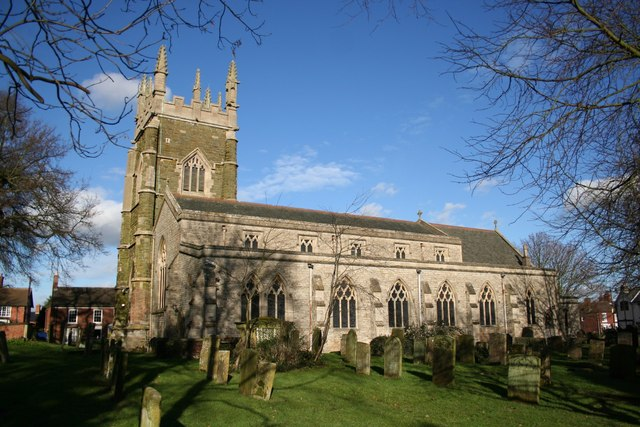
一族の領地スピルズビーに位置するセント・ジェームズ教会。5代男爵が眠る。

一族の祖ロバート・ド・ウィロビー (1260-1317) はリンカンシャーに位置するスピルズビー荘園の封建領主であり、エドワード1世下のフランス及びスコットランド戦役に従軍した。
彼はその晩年にあたる1313年7月26日に貴族院よりウィロビー男爵 (Baron Willoughby) として議会招集を受けた。
ロバートの後は、その息子ジョンが爵位を継承した。
2代男爵ジョン  (1304–1349) はクレシーの戦いにおける指揮官の一人を務めている。
3代男爵ジョン (1329-1372) が当主を務める1350年代に他家と区別する領地指定部分のド・アーズビー (de Eresby) が加えられている。
ジョンの後も3代にわたって直系男子による継承がなされた。
5代男爵ウィリアム  (1370–1409) はグリンドゥールの乱の和睦交渉を行ったほか、初代ノーサンバーランド伯爵ヘンリー・パーシーの叛乱に際してもヘンリー4世への忠誠を示した。
その息子である6代男爵ロバート  (1385–1452) は百年戦争に参加して1417年にはガーター勲章を授けられている。しかし彼が男子なく没したため、爵位は娘ジョアン  (?-1462) に相続されるとともに嫁ぎ先であるウェルズ男爵家へと流出した。

### 私権剥奪の対象となる

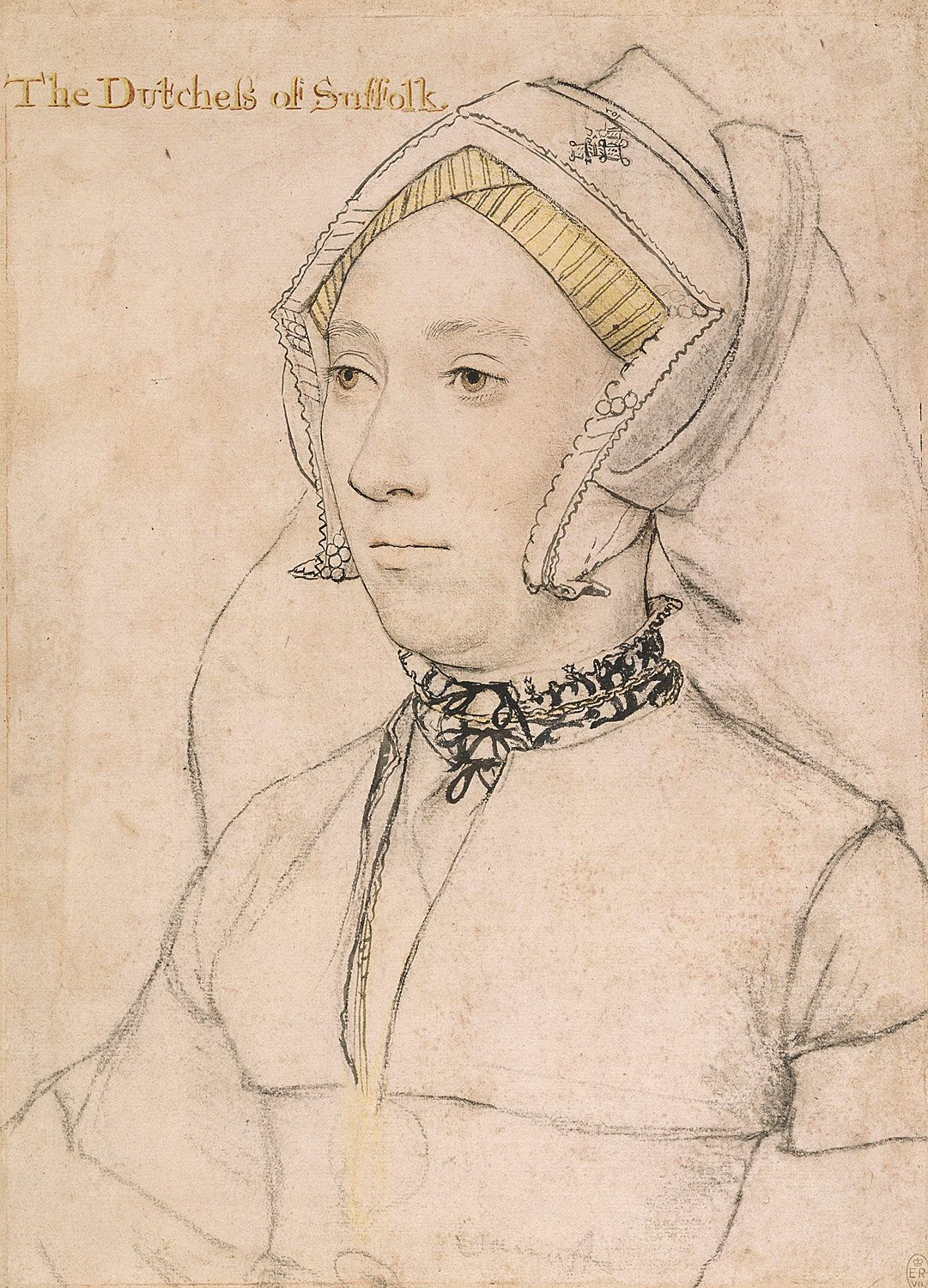
12代女男爵キャサリン・ウィロビー。バーティ家爵位継承の端緒となった女性。

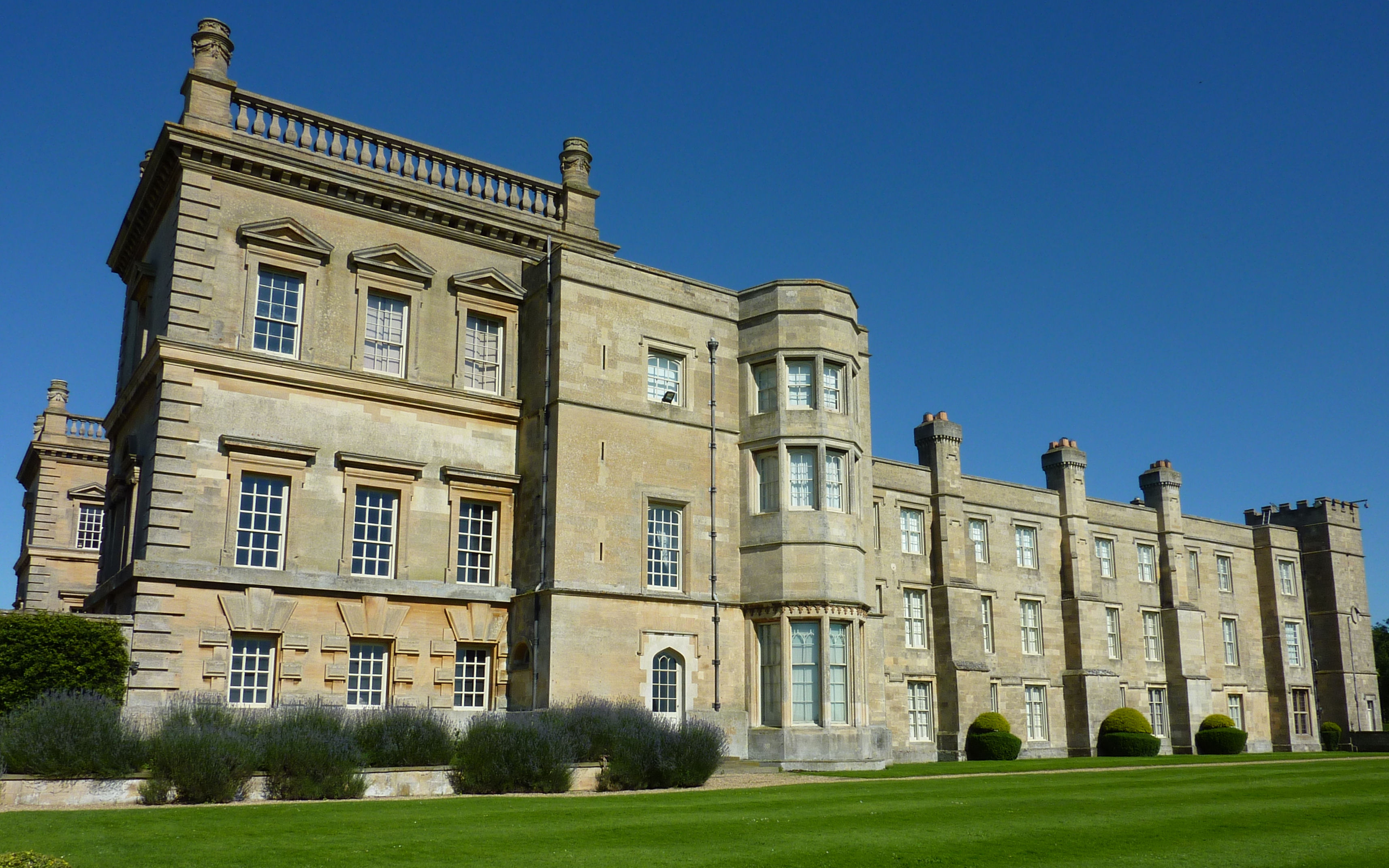
ヘンリー8世より一族に下賜された邸宅グリムスソープ城

7代女男爵ジョアンの夫リチャード・ウェルズ  (1428?–1470) は1455年に妻の権利に基いて、新規にウィロビー・ド・アーズビー男爵として貴族院より議会招集された。
彼はウェルズ男爵家嫡男だったが、父ライオネルの死後6年も経った1467年にウェルズ男爵位を継いだ。しかしながら、彼の息子ロバートがエドワード4世に反旗を翻してエンピンガムの戦いを起こして敗れると、父子ともに私権剥奪の対象となり爵位は没収されてしまう。なお、エドワード4世は召し上げた両男爵家の領地を寵臣リチャード・ヘイスティングス (?-1503) に下賜している。
時代が少し下ったヘンリー7世の世になると状況は好転して、1485年頃にウェルズ父子の私権回復がなされた。そのため、7代女男爵ジョアン及びリチャード・ウェルズ夫妻を通してその息子ロバート  (?-1470)、娘ジョアン  (?-1475)、又従兄弟クリストファー、その子ウィリアムの順に爵位と領地が法令上は受け継がれたと解される。ただし事実上の爵位継承はリチャード・ヘイスティングス死去時に存命だった10代男爵ウィリアムを待たなければならなかった。
また、1455年の議会招集爵位たるウィロビー男爵は既に継承できる者が全員物故となっていたため、あらためて爵位廃絶となった。
10代男爵ウィリアム  (1453–1499) には男子がなかったため、彼の後はその娘キャサリンが爵位を相続している。
11代女男爵キャサリン  (1519-1580) は初代サフォーク公爵と結婚したが先立たれたため、リチャード・バーティー  (1517?-1582) と再婚している。キャサリンが没すると、バーティ夫妻の長子ペレグリンが爵位を相続したことで、男爵位はウェルズ家からバーティー家へと移っている。

### 栄達するバーティー家

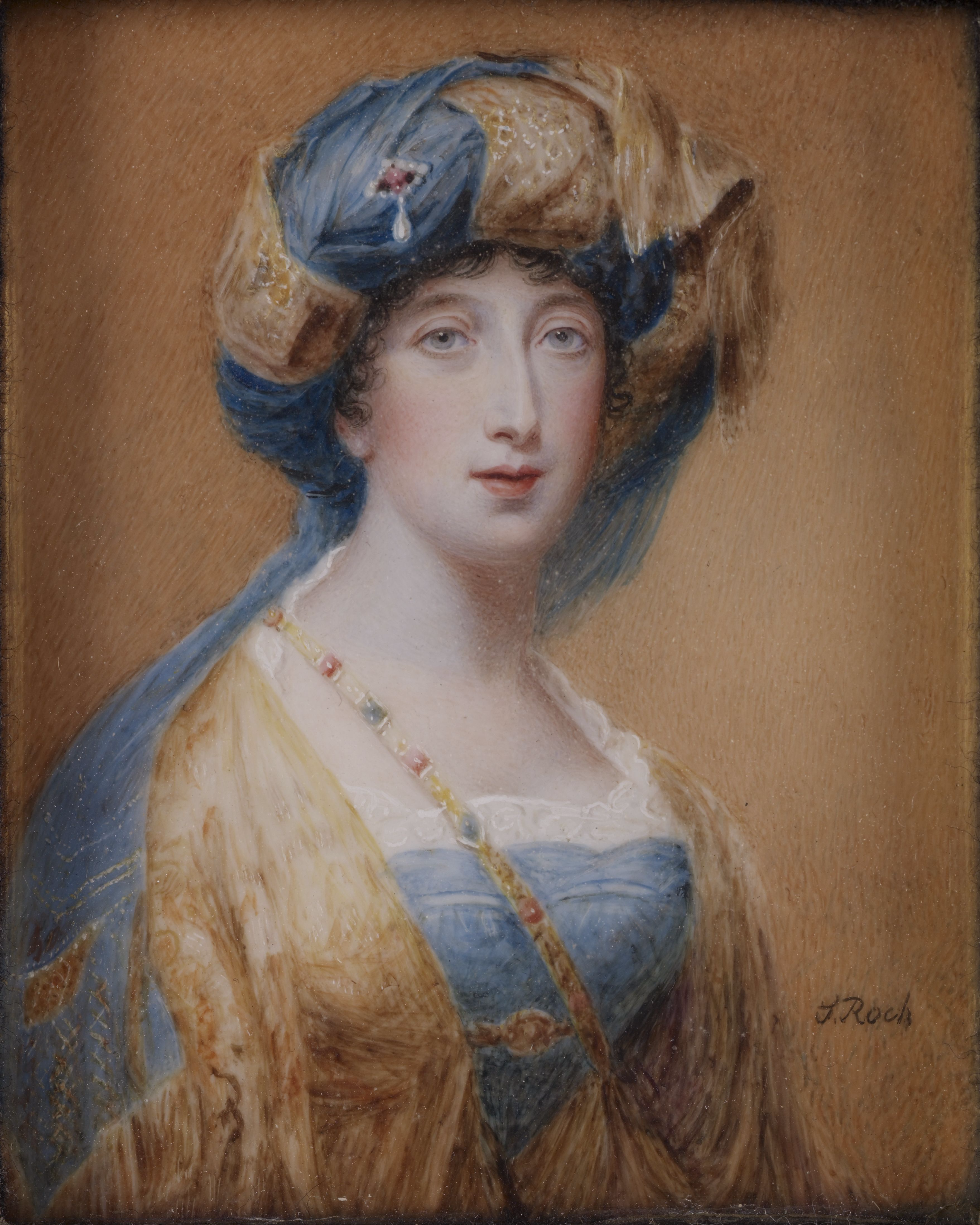
21代女男爵プリシラ

12代男爵ペレグリン・バーティ (1555-1601) は式部卿を世襲する名門オックスフォード伯爵家令嬢メアリーと結婚して、長男ロバート (1582-1642) を儲けた。
13代男爵ロバートは1626年にイングランド貴族としてリンジー伯爵 (Earl of Lindsey) に叙されて、以降7代にわたって男爵位は伯爵位の従属爵位の役割を果たすこととなった。
さらに初代伯の曾孫にあたる4代伯ロバート (1660-1723) の代に、グレートブリテン貴族としてリンジー侯爵 (Marquess of Lindsey) 及びアンカスター=ケスティーヴン公爵 (Duke of Ancaster and Kesteven) に昇っている。
しかし、4代公ロバート (1756-1779) が猩紅熱で俄かに命を落とすと、ウィロビー・ド・アーズビー男爵位は妹プリシラとジョージアナとの間で優劣がつかず停止状態に陥ったものの、1780年に男爵位がプリシラに帰属する形で解消された。
公爵位を含む残りの爵位は4代公の叔父ブラウンローに継承された。
21代女男爵プリシラ (1761-1828)は襲爵の前年にピーター・バレルと結婚したことによって、男爵位はバーティー家からバレル家へと相続されていく。(→以降の歴史は、リンジー伯爵を参照。)

### バレル家への継承
プリシラの夫ピーター・バレル (1754-1820) は1796年にグレートブリテン貴族爵位のグウィディア男爵 (Baron Gwydyr) に叙されたため、以降はグウィディア男爵家当主はウィロビー・ド・アーズビー男爵を兼ねることとなった。
ピーターの孫にあたる23代男爵アルビリック (1821-1870) は生涯未婚であったため、爵位は2人の姉クレメンティナ・エリザベスとシャーロット・オーガスタ・アナベラの間で一時的に保持者不在となった。その後の1871年に上姉クレメンティナに男爵位の継承権がある旨の裁定が下り、この問題は落着した。
一方で、グウィディア男爵位はアルビリックの従兄弟ピーターが継いでいる。
24代女男爵クレメンティナ (1809–1888) はサー・ギルバート・ジョン・ヒースコートと結婚した。彼女が1888年に亡くなると再び女系継承が発生して、爵位はバレル家からヒースコート家へと移った。（→以降の歴史は、グウィディア男爵を参照。）

### その後の歴史

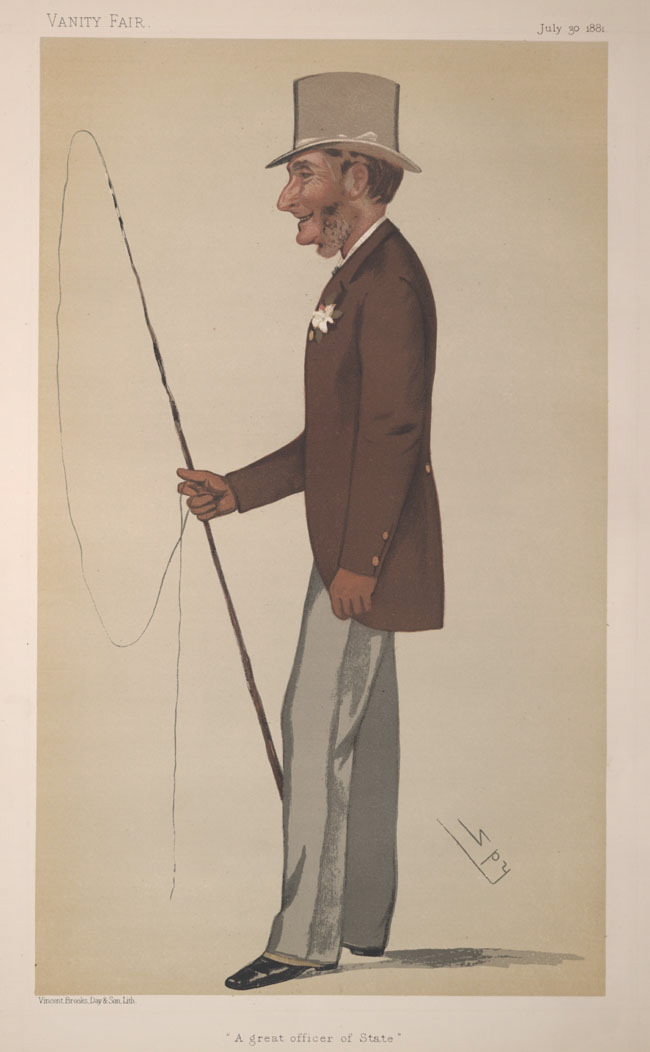
バニティ・フェア誌に掲載された初代アンカスター伯爵のカリカチュア。

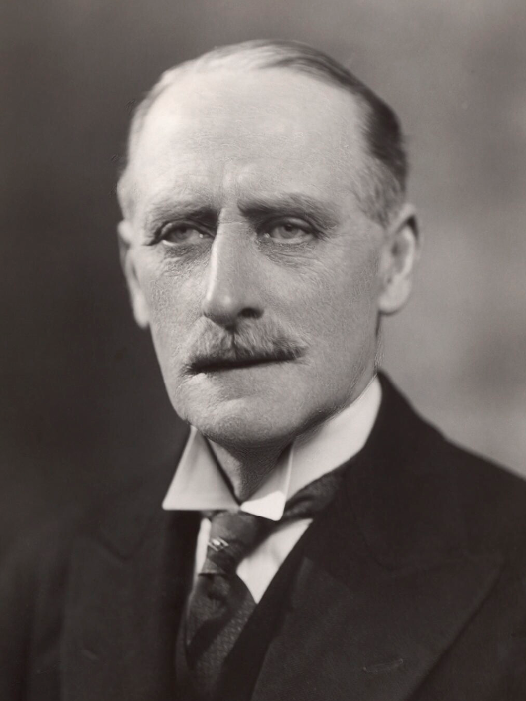
2代アンカスター伯。現在の爵位の共同推定相続人は彼の娘(姉妹)の子。

クレメンティナの夫ギルバート (1795-1867) は1856年にアヴェランド男爵 (Baron Aveland) に叙されたほか、その息子ギルバート (1830-1910) も1892年にアンカスター伯爵 (Earl of Ancaster)に陛爵した。
ゆえに、男爵位はこれ以降は伯爵位の従属爵位として存続することとなった。初代伯ののちは長男のギルバートが爵位を襲った。
2代伯ギルバート (1867-1951) は保守党の政治家として活動したほか、父祖同様に同家が継承権を有する式部卿を務めた。
3代伯ロバート (1907–1983) はウィロビー・ド・アーズビー男爵を繰上勅書によって父ギルバートから相続し、貴族院に籍を得ている。しかし、一人息子ティモシー (1936-1963) がコルシカ島で遊泳中に消息を絶つと、アンカスター伯爵及びアヴェランド男爵位を継承すべき者が絶えたため、3代伯の死によって廃絶した。
ただし、ウィロビー・ド・アーズビー男爵位は女系継承が再び発生して、娘ナンシーに相続された。
現当主である28代女男爵ナンシー (1934-) には息子も娘もいない。したがって彼女がこのまま亡くなった場合、爵位はセバスチャン・セントモール＝ミラー及び第4代準男爵サー・ジョン・エアードの二人が共同推定相続人となり、3度目の保持者不在に陥ることになる。

## ウィロビー・ド・アーズビー男爵（1313年）

ウィロビー家本来の紋章。1300年から1349年まではこの紋を用いている。

- 初代ウィロビー・ド・アーズビー男爵ロバート・ド・ウィロビー (1260–1317)
- 第2代ウィロビー・ド・アーズビー男爵ジョン・ド・ウィロビー (1304–1349)
- 第3代ウィロビー・ド・アーズビー男爵ジョン・ド・ウィロビー (1329–1372)
- 第4代ウィロビー・ド・アーズビー男爵ロバート・ウィロビー (1349–1396)
- 第5代ウィロビー・ド・アーズビー男爵ウィリアム・ウィロビー（英語版） (1370–1409)

- 第6代ウィロビー・ド・アーズビー男爵ロバート・ウィロビー（英語版） (1385–1452)
- 第7代ウィロビー・ド・アーズビー女男爵ジョアン・ウィロビー（英語版） (?-1462)
- 第8代ウィロビー・ド・アーズビー男爵ロバート・ウェルズ（英語版） (?-1470)
- 第9代ウィロビー・ド・アーズビー女男爵ジョアン・ウェルズ（英語版） (?-1475)
- 第10代ウィロビー・ド・アーズビー男爵クリストファー・ウィロビー（英語版）(1453–1499)
- 第11代ウィロビー・ド・アーズビー男爵ウィリアム・ウィロビー（英語版） (1482–1526)
- 第12代ウィロビー・ド・アーズビー女男爵キャサリン・ブランドン（英語版） (1519–1580)
- 第13代ウィロビー・ド・アーズビー男爵ペレグリン・バーティー（英語版） (1555–1601)
- 第14代ウィロビー・ド・アーズビー男爵・(初代リンジー伯爵)ロバート・バーティー (1582–1642)
- 第15代ウィロビー・ド・アーズビー男爵・(第2代リンジー伯爵)ロバート・バーティー（英語版） (?-1666)
- 第16代ウィロビー・ド・アーズビー男爵・(第3代リンジー伯爵)ロバート・バーティー（英語版） (1630–1701)
- 第17代ウィロビー・ド・アーズビー男爵・(初代アンカスター=ケスティーヴン公爵)ロバート・バーティー (1660–1723)
- 第18代ウィロビー・ド・アーズビー男爵・(第2代アンカスター=ケスティーヴン公爵)ペレグリン・バーティー (1686–1742)
- 第19代ウィロビー・ド・アーズビー男爵・(第3代アンカスター=ケスティーヴン公爵)ペレグリン・バーティー (1714–1778)
- 第20代ウィロビー・ド・アーズビー男爵・(第4代アンカスター=ケスティーヴン公爵)ロバート・バーティー (1756–1779) (1779年爵位停止)
- 第21代ウィロビー・ド・アーズビー女男爵プリシラ・バーティー (1761–1828) (1780年保持者不在解除)
- 第22代ウィロビー・ド・アーズビー男爵・(第2代グウィディア男爵)ピーター・ロバート・ドラモンド=バレル（英語版） (1782–1865)
- 第23代ウィロビー・ド・アーズビー男爵・(第3代グウィディア男爵)アルビリック・ドラモンド=バレル (?-1870) (1870年爵位停止)
- 第24代ウィロビー・ド・アーズビー男爵クレメンティナ・エリザベス・ドラモンド=ウィロビー(1809–1888) (1871年保持者不在解除)
- 第25代ウィロビー・ド・アーズビー男爵・(初代アンカスター伯爵)ギルバート・ヘンリー・ヒースコート=ドラモンド=ウィロビー（英語版） (1830–1910)
- 第26代ウィロビー・ド・アーズビー男爵・(第2代アンカスター伯爵)ギルバート・ヒースコート＝ドラモンド＝ウィロビー（英語版） (1867–1951)
- 第27代ウィロビー・ド・アーズビー男爵・(第3代アンカスター伯爵)ギルバート・ジェームズ・ヒースコート-ドラモンド-ウィロビー（英語版）(1907–1983)
- 第28代ウィロビー・ド・アーズビー女男爵ナンシー・ジェーン・メアリー・ヒースコート=ドラモンド=ウィロビー（英語版）(1934 - )

爵位の法定推定相続人は存在しない。
爵位の共同推定相続人はセバスチャン・セントモール=ミラー(1965 - )及び第4代準男爵サー・ジョン・エアード(1940 - )。